# 施林格河
施林格河（荷蘭語：Boven-Slinge；德語：Schlinge）是艾瑟爾河的支流，河道全長55.4公里，流域面積196.5平方公里，包括德、荷兩國。河畔城鎮有盖舍、布雷德福特、南洛恩、溫特斯韋克、阿爾滕和法瑟費爾德（Varsseveld）等。

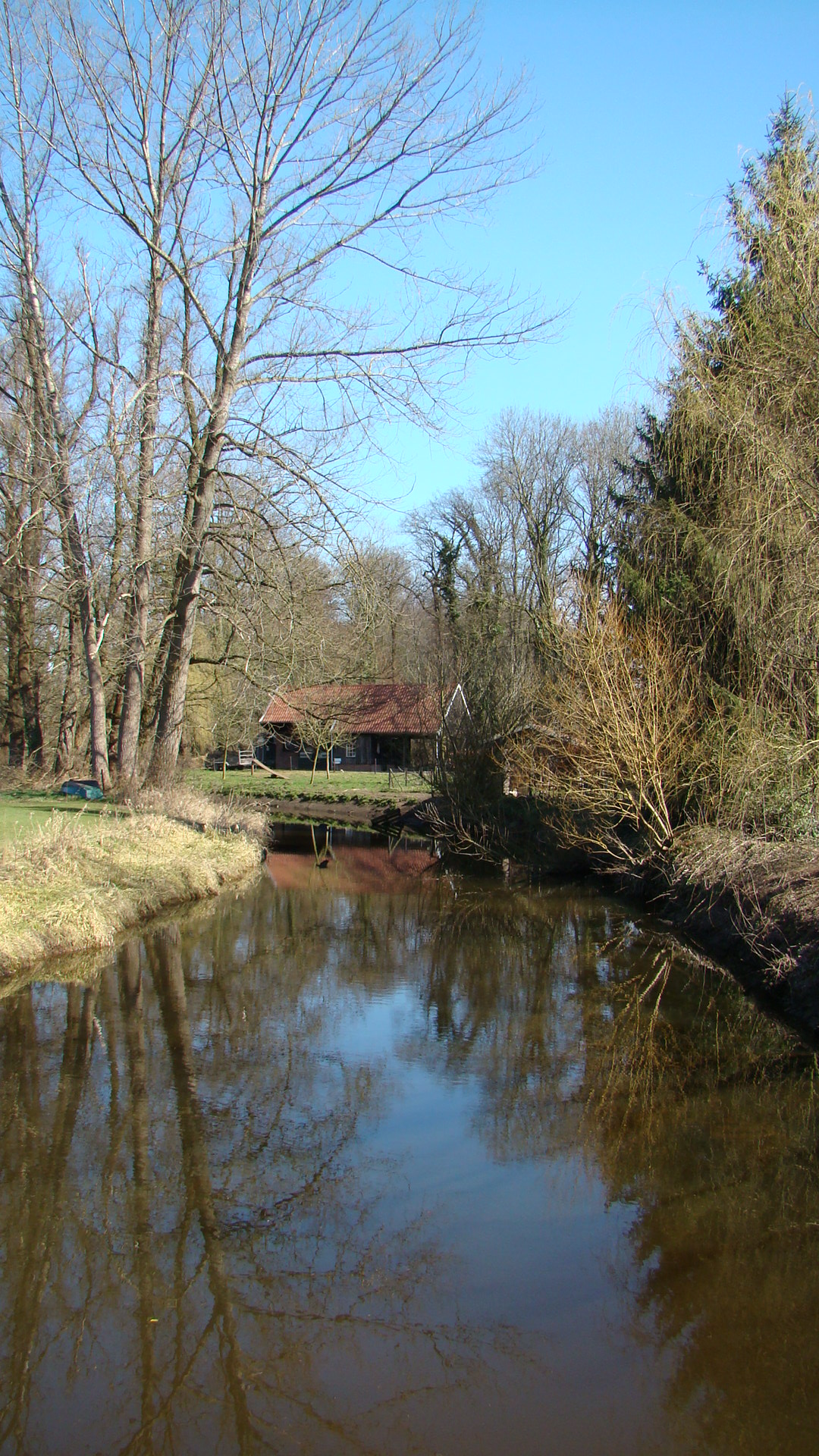
荷蘭溫特斯韋克鎮段
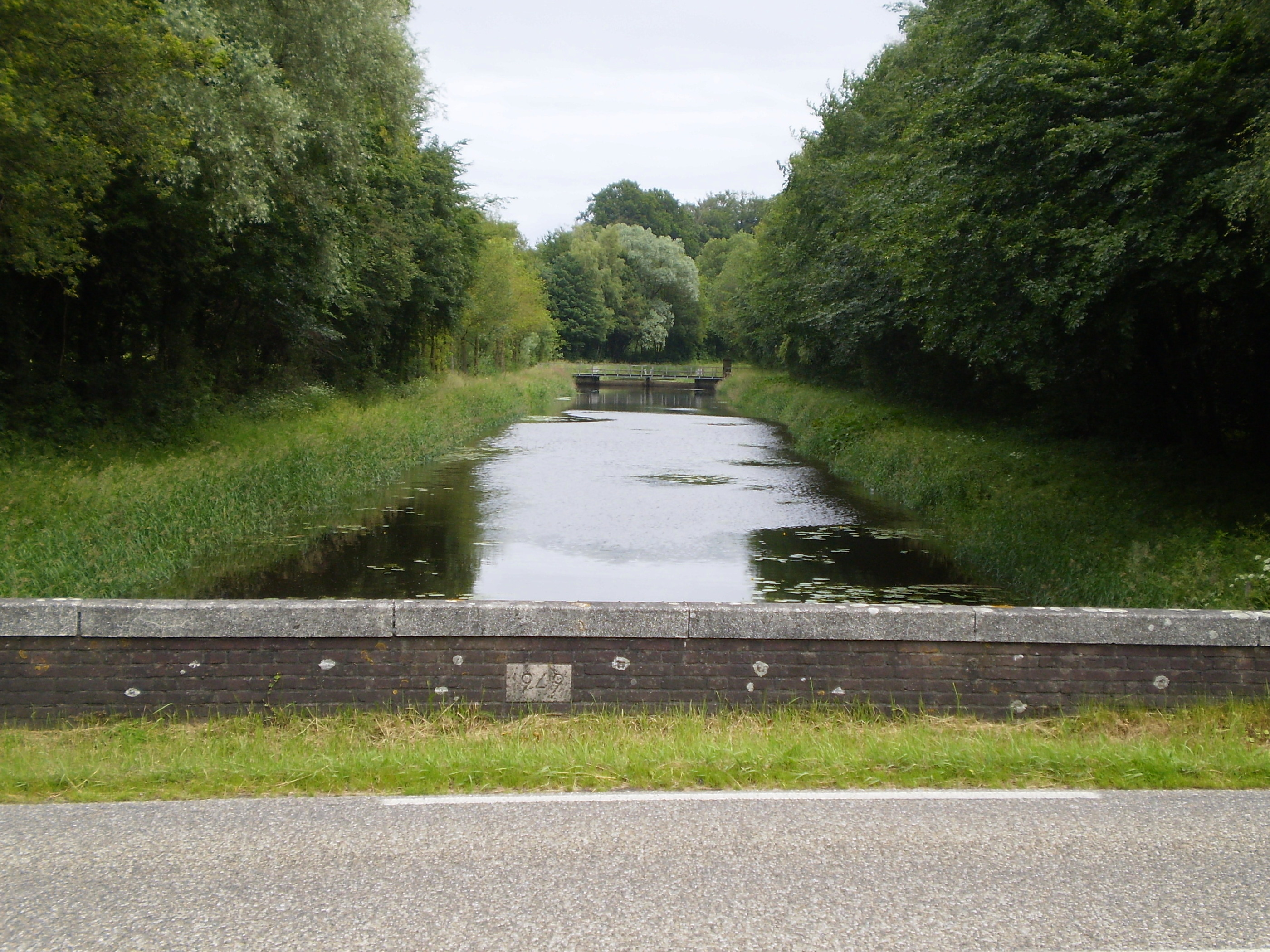
荷蘭杜廷赫姆市段
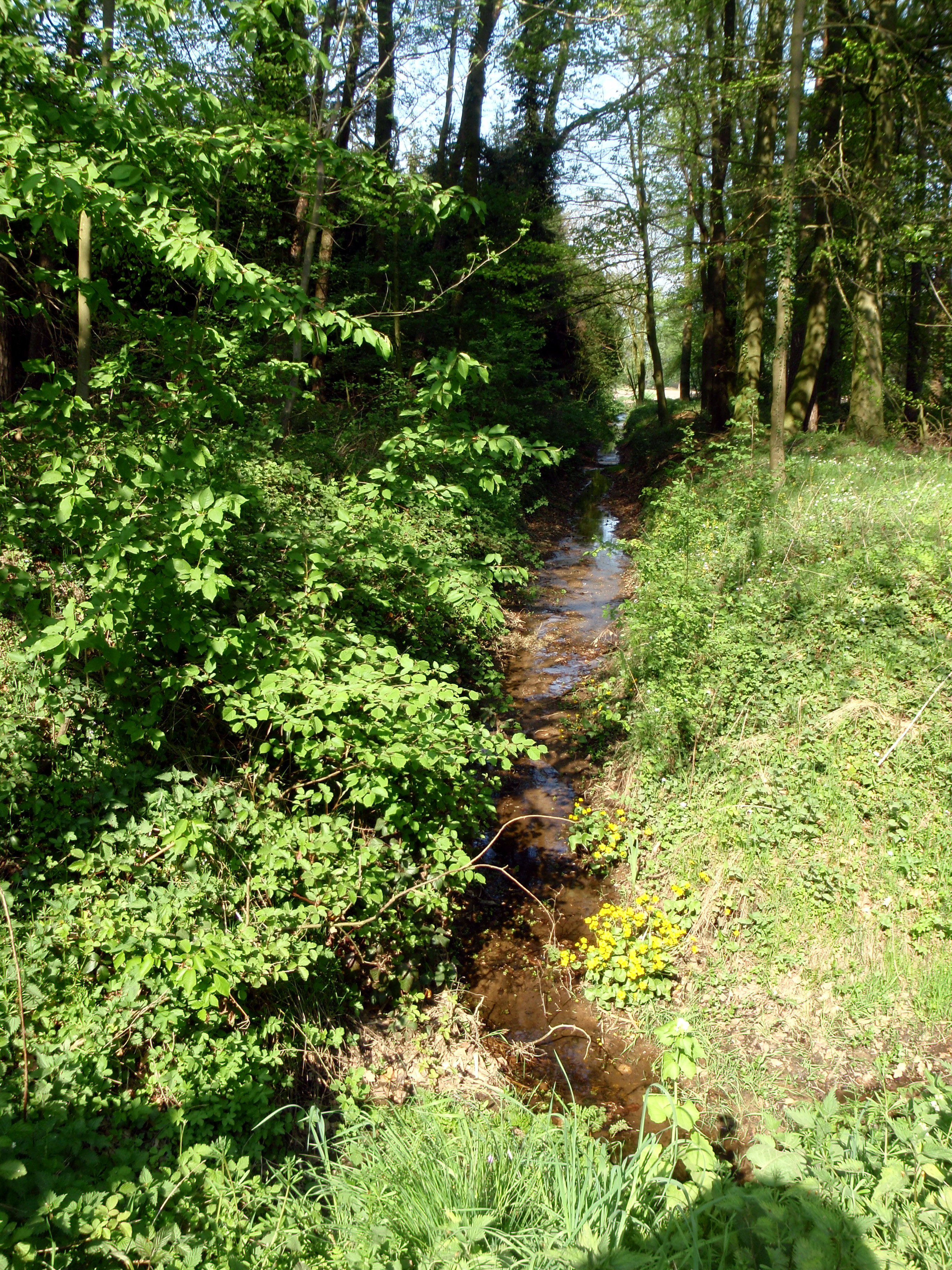
施林格河位於德國北萊茵-西法倫州一段